# Список міністрів закордонних справ Іраку
У статті подано список міністрів закордонних справ Іраку — голів зовнішньополітичного відомства держави.

## Список міністрів

### Королівство Ірак
| Порядок | Ім'я                         | Фото | Початок повноважень                   | Закінчення повноважень | Прем'єр-міністр                                            | Король           |  |
| ------- | ---------------------------- | ---- | ------------------------------------- | ---------------------- | ---------------------------------------------------------- | ---------------- |  |
| 1       | Абдулла Бей ал-Дамлуджі      |      | 27 жовтня 1930                        | 19 жовтня 1931         | Нурі аль-Саїд                                              | Фейсал I         |  |
| 2       | Джафар аль-Аскарі            |      | 19 жовтня 1931                        | 3 листопада 1932       | Нурі аль-Саїд                                              | Фейсал I         |  |
| 3       | Абдул Кадир Рашид            |      | 3 листопада 1932                      | 20 березня 1933        | Наджі Шавкат                                               | Фейсал I         |  |
| в. о.   | Нурі аль-Саїд                |      | 20 березня 1933                       | 19 лютого 1934         | Рашид Алі аль-Гайлані Джаміль аль-Мідфаї                   | Фейсал I Газі I  |  |
| 4       | Абдулла Бей ал-Дамлуджі      |      | 21 лютого 1934                        | 18 липня 1934          | Джаміль аль-Мідфаї                                         | Газі I           |  |
| 5       | Сулейман Тауфік ас-Сувейді   |      | 19 липня 1934                         | 27 серпня 1934         | Джаміль аль-Мідфаї                                         | Газі I           |  |
| в. о.   | Нурі аль-Саїд                |      | 27 серпня 1934                        | 29 жовтня 1936         | Алі Джавдат аль-Айюбі Джаміль аль-Мідфаї Ясін аль-Хашимі   | Газі I           |  |
| 6       | Наджі ал-Асіл                |      | 30 жовтня 1936                        | 17 серпня 1937         | Хікмет Сулейман                                            | Газі I           |  |
| 7       | Сулейман Тауфік ас-Сувейді   |      | 17 серпня 1937                        | 25 грудня 1938         | Джаміль аль-Мідфаї                                         | Газі I           |  |
| в. о.   | Нурі аль-Саїд                |      | 25 грудня 1938                        | 26 квітня 1939         | Він же                                                     | Газі I Фейсал II |  |
| 8       | Алі Джавдат аль-Айюбі        |      | 26 квітня 1939                        | 18 лютого 1940         | Нурі аль-Саїд                                              | Фейсал II        |  |
| в. о.   | Нурі аль-Саїд                |      | 18 лютого 1940                        | 21 січня 1941          | Нурі аль-Саїд Рашид Алі аль-Гайлані                        | Фейсал II        |  |
| 9       | Алі Махмуд ал-Шейх           |      | 21 січня 1941                         | 31 січня 1941          | Рашид Алі аль-Гайлані                                      | Фейсал II        |  |
| 10      | Таха аль-Хашимі              |      | 3 лютого 1941                         | 4 лютого 1941          | Таха аль-Хашимі                                            | Фейсал II        |  |
| 11      | Сулейман Тауфік ас-Сувейді   |      | 4 лютого 1941                         | 13 квітня 1941         | Таха аль-Хашимі                                            | Фейсал II        |  |
| 12      | Муса ал-Шахбандер            |      | 13 квітня 1941                        | 29 травня 1941         | Рашид Алі аль-Гайлані                                      | Фейсал II        |  |
| 13      | Алі Джавдат аль-Айюбі        |      | 4 червня 1941                         | 6 жовтня 1941          | Джаміль аль-Мідфаї                                         | Фейсал II        |  |
| в. о.   | Саїд Саліх Джабр             |      | 10 жовтня 1941                        | 11 лютого 1942         | Нурі аль-Саїд                                              | Фейсал II        |  |
| в. о.   | Абдулла Бей ал-Дамлуджі      |      | 11 лютого 1942                        | 31 травня 1942         | Нурі аль-Саїд                                              | Фейсал II        |  |
| в. о.   | Дауд Паша ал-Хайдарі         |      | 31 травня 1942                        | 3 липня 1942           | Нурі аль-Саїд                                              | Фейсал II        |  |
| в. о.   | Нурі аль-Саїд                |      | 3 липня 1942                          | 3 жовтня 1942          | Нурі аль-Саїд                                              | Фейсал II        |  |
| 14      | Абдул Іллах аль-Хафіз        |      | 9 жовтня 1942                         | 24 червня 1943         | Нурі аль-Саїд                                              | Фейсал II        |  |
| 15      | Насрат аль-Фарісі            |      | 24 червня 1943                        | 27 вересня 1943        | Нурі аль-Саїд                                              | Фейсал II        |  |
| 16      | Абдул Іллах аль-Хафіз        |      | 27 вересня 1943                       | 19 грудня 1943         | Нурі аль-Саїд                                              | Фейсал II        |  |
| 17      | Махмуд Субхі аль-Дафтарі     |      | 25 грудня 1943                        | 4 червня 1944          | Нурі аль-Саїд                                              | Фейсал II        |  |
| 18      | Аршад аль-Умарі              |      | 4 червня 1944                         | 25 серпня 1945         | Хамді аль-Баджаджі                                         | Фейсал II        |  |
| 19      | Хамді Пачачі аль-Баджаджі    |      | 25 серпня 1945                        | 23 лютого 1946         | Хамді аль-Баджаджі                                         | Фейсал II        |  |
| 20      | Сулейман Тауфік ас-Сувейді   |      | 23 лютого 1946                        | 21 травня 1946         | Сулейман Тауфік ас-Сувейді                                 | Фейсал II        |  |
| 21      | Алі Мумтаз                   |      | 21 травня 1946                        | 30 травня 1946         | Сулейман Тауфік ас-Сувейді                                 | Фейсал II        |  |
| 22      | Мухаммед Фадхель аль-Джамалі |      | 1 червня 1946                         | 29 січня 1948          | Аршад аль-Умарі Нурі аль-Саїд Саїд Салех Джабр             | Фейсал II        |  |
| 23      | Хамді Пачачі аль-Баджаджі    |      | 29 січня 1948                         | 27 березня 1948        | Саїд Мухаммед ас-Садр                                      | Фейсал II        |  |
| 24      | Насрат аль-Фарісі            |      | 27 березня 1948                       | 16 червня 1948         | Саїд Мухаммед ас-Садр                                      | Фейсал II        |  |
| 25      | Мусахім аль-Баджаджі         |      | 26 червня 1948 — \| 20 листопада 1948 | Музахім аль-Баджаджі   |                                                            | Фейсал II        |  |
| 26      | Алі Джавдат аль-Айюбі        |      | 20 листопада 1948                     | Музахім аль-Баджаджі   | 6 січня 1949                                               | Фейсал II        |  |
| 27      | Абдул Іллах аль-Хафіз        |      | 6 січня 1949                          | 18 березня 1949        | Нурі аль-Саїд                                              | Фейсал II        |  |
| 28      | Мухаммед Фадхель аль-Джамалі |      | 18 березня 1949                       | 17 вересня 1949        | Нурі аль-Саїд                                              | Фейсал II        |  |
| 29      | Шакір аль-Ваді               |      | 17 вересня 1949                       | 6 грудня 1949          | Нурі аль-Саїд                                              | Фейсал II        |  |
| 30      | Мусахім аль-Баджаджі         |      | 10 грудня 1949                        | 5 лютого 1950          | Алі Джавдат аль-Айюбі                                      | Фейсал II        |  |
| 31      | Сулейман Тауфік ас-Сувейді   |      | 5 лютого 1950                         | 12 вересня 1950        | Він же                                                     | Фейсал II        |  |
| 32      | Шакір аль-Ваді               |      | 16 вересня 1950                       | 6 лютого 1951          | Нурі аль-Саїд                                              | Фейсал II        |  |
| 33      | Сулейман Тауфік ас-Сувейді   |      | 6 лютого 1951                         | 15 липня 1951          | Нурі аль-Саїд                                              | Фейсал II        |  |
| 34      | Шакір аль-Ваді               |      | 15 липня 1951                         | 12 липня 1952          | Нурі аль-Саїд                                              | Фейсал II        |  |
| 35      | Мухаммед Фадхель аль-Джамалі |      | 12 липня 1952                         | 22 грудня 1952         | Мустафа Махмуд аль-Умарі Нурредін Махмуд                   | Фейсал II        |  |
| 36      | Сулейман Тауфік ас-Сувейді   |      | 29 січня 1953                         | 17 вересня 1953        | Джаміль аль-Мідфаї                                         | Фейсал II        |  |
| 37      | Абдулла Бакр                 |      | 17 вересня 1953                       | 8 березня 1954         | Мухаммад Фадхель аль-Джамалі                               | Фейсал II        |  |
| 38      | Муса ал-Шахбандер            |      | 8 березня 1954                        | 29 квітня 1954         | Мухаммад Фадхель аль-Джамалі                               | Фейсал II        |  |
| 39      | Мухаммед Фадхель аль-Джамалі |      | 29 квітня 1954                        | 3 серпня 1954          | Мухаммад Фадхель аль-Джамалі                               | Фейсал II        |  |
| 40      | Муса ал-Шахбандер            |      | 3 серпня 1954                         | 8 травня 1955          | Мухаммад Фадхель аль-Джамалі Аршад аль-Умарі Нурі аль-Саїд | Фейсал II        |  |
| 41      | Бурхануддін Башаян           |      | 8 травня 1955                         | 20 червня 1957         | Нурі аль-Саїд                                              | Фейсал II        |  |
| 42      | Алі Мумтас                   |      | 20 червня 1957                        | червень 1957           | Він же                                                     | Фейсал II        |  |
| 43      | Алі Джавдат аль-Айюбі        |      | червень 1957                          | 15 грудня 1957         | Він же                                                     | Фейсал II        |  |
| 44      | Бурхануддін Башаян           |      | 15 грудня 1957                        | 3 травня 1958          | Абд аль-Ваххаб Марджан Нурі аль-Саїд                       | Фейсал II        |  |
| 45      | Мухаммед Фадхель аль-Джамалі |      | 3 травня 1958                         | 14 травня 1958         | Нурі аль-Саїд                                              | Фейсал II        |  |
| 46      | Сулейман Тауфік ас-Сувейді   |      | 18 травня 1958                        | 14 липня 1958          | Ахмад Мухтар Бабан                                         | Фейсал II        |  |

### Республіка Ірак
| Порядок | Ім'я                                | Фото | Початок повноважень | Закінчення повноважень | Прем'єр-міністр                                                  | Президент                                                            |
| ------- | ----------------------------------- | ---- | ------------------- | ---------------------- | ---------------------------------------------------------------- | -------------------------------------------------------------------- |
| 47      | Абдул Джаббар Джомард               |      | 14 липня 1958       | 7 лютого 1959          | Абдель Керім Касем                                               | Мухаммед Наджиб аль-Рубаї                                            |
| 48      | Хашем Джавад                        |      | 7 лютого 1959       | 8 лютого 1963          | Абдель Керім Касем                                               | Мухаммед Наджиб аль-Рубаї                                            |
| 49      | Таліб Шабіб                         |      | 8 лютого 1963       | 14 листопада 1963      | Ахмед Хасан аль-Бакр                                             | Абдул Салам Ареф                                                     |
| 50      | Саліх Махді Аммаш                   |      | 18 листопада 1963   | 20 листопада 1963      | Тахір Ях'я                                                       | Абдул Салам Ареф                                                     |
| 51      | Субхі Абдул Хамід                   |      | 20 листопада 1963   | 14 листопада 1964      | Тахір Ях'я                                                       | Абдул Салам Ареф                                                     |
| 52      | Наджі Таліб                         |      | 14 листопада 1964   | 6 листопада 1965       | Тахір Ях'я Ареф Абдул Раззак Абдель Рахман аль-Баззаз            | Абдул Салам Ареф                                                     |
| 53      | Абдель Рахман аль-Баззаз            |      | 6 листопада 1965    | 11 грудня 1965         | Він же                                                           | Абдул Салам Ареф                                                     |
| 54      | Аднан Музахім Амін аль-Баджаджі     |      | 11 грудня 1965      | 10 липня 1967          | Абдель Рахман аль-Баззаз Наджи Таліб Абдель Рахман Ареф          | Абдул Салам Ареф Абдель Рахман аль-Баззаз (в. о.) Абдель Рахман Ареф |
| в. о.   | Ісмаїл Хайралла                     |      | 10 липня 1967       | 17 липня 1968          | Тахір Ях'я                                                       | Абдель Рахман Ареф                                                   |
| 55      | Насір аль-Хані                      |      | 17 липня 1968       | 30 липня 1968          | Абд ар-Раззак ан-Наїф                                            | Ахмед Хасан аль-Бакр                                                 |
| 56      | Абдул Карім аль-Шайклі              |      | 31 липня 1968       | 30 вересня 1971        | Ахмед Хасан аль-Бакр                                             | Ахмед Хасан аль-Бакр                                                 |
| 57      | Рашид ар-Ріфаї                      |      | 30 вересня 1971     | 30 жовтня 1971         | Ахмед Хасан аль-Бакр                                             | Ахмед Хасан аль-Бакр                                                 |
| 58      | Муртада Саїд Абдель Бакі аль Хадіті |      | 30 жовтня 1971      | 23 червня 1974         | Ахмед Хасан аль-Бакр                                             | Ахмед Хасан аль-Бакр                                                 |
| 59      | Садуль Ясін Такан                   |      | 23 червня 1974      | 20 жовтня 1974         | Ахмед Хасан аль-Бакр                                             | Ахмед Хасан аль-Бакр                                                 |
| в. о.   | Хішам аль-Шаві                      |      | 20 жовтня 1974      | 11 листопада 1974      | Ахмед Хасан аль-Бакр                                             | Ахмед Хасан аль-Бакр                                                 |
| 60      | Саадун Хаммаді                      |      | 11 листопада 1974   | 24 січня 1983          | Ахмед Хасан аль-Бакр Саддам Хусейн                               | Ахмед Хасан аль-Бакр Саддам Хусейн                                   |
| 61      | Тарік Азіз                          |      | 24 січня 1983       | 23 березня 1991        | Саддам Хусейн                                                    | Саддам Хусейн                                                        |
| 62      | Ахмад Хуссейн Худайр аль-Самарраї   |      | 23 березня 1991     | 30 липня 1992          | Саадун Хаммаді Мухаммед Хамза аз-Зубейді                         | Саддам Хусейн                                                        |
| 63      | Мухаммед Саїд ас-Сахаф              |      | 30 липня 1992       | 18 квітня 2001         | Мухаммед Хамза аз-Зубейді Ахмед Хусейн ас-Самарраї Саддам Хусейн | Саддам Хусейн                                                        |
| 64      | Наджі Сабрі                         |      | 4 серпня 2001       | 9 квітня 2003          | Саддам Хусейн                                                    | Саддам Хусейн                                                        |
| 65      | Хошияр Зебарі                       |      | 13 липня 2003       | 11 липня 2014          | Іяд Алаві Ібрагім аль-Джафарі Нурі аль-Малікі                    | Джалаль Талабані                                                     |
| в. о.   | Хуссейн аль-Шахрістані              |      | 11 липня 2014       | 8 вересня 2014         | Нурі аль-Малікі                                                  | Фуад Масум                                                           |
| 66      | Ібрагім аль-Джаафарі                |      | 8 вересня 2014      | 25 жовтня 2018         | Хайдер аль-Абаді                                                 | Фуад Масум                                                           |
| 67      | Мохаммед Алі Альхакім               |      | 25 жовтня 2018      | 12 травня 2020         | Аділь Абдул-Махді                                                | Бархам Саліх                                                         |
| в.о.    | Мустафа аль-Казимі                  |      | 12 травня 2020      | 6 червня 2020          | Мустафа аль-Казимі                                               | Бархам Саліх                                                         |
| 68      | Фуад Хусейн                         |      | 6 червня 2020       |                        | Мустафа аль-Казимі                                               | Бархам Саліх                                                         |